# Wolfstein (Issigau)
Wolfstein ist ein Gemeindeteil der Gemeinde Issigau im Landkreis Hof (Oberfranken, Bayern). Wolfstein liegt in der Gemarkung Eichenstein.

## Geografie
Der Weiler liegt auf freier Flur zwischen dem Perückenkopf (599 m ü. NHN) im Westen und dem Blankeneck (578 m ü. NHN) im Osten. Eine Anliegerstraße führt nach Issigau (1,3 km südöstlich).

## Geschichte
Wolfstein war ursprünglich ein Waldgebiet, das ursprünglich dem Haus Reuß gehörte. Dem Rittergut Kemlas wurde dieses zu Lehen aufgetragen. Der Ort Wolfstein wurde erst Anfang des 19. Jahrhunderts gegründet. Er bestand zu dieser Zeit aus einer Schenke und aus einem Gut und unterstand bis 1810 dem Justiz- und Kammeramt Hof. Infolge des Ersten Gemeindeedikts wurde Wolfstein dem 1812 gebildeten Steuerdistrikt Issigau und der zugleich entstandenen Ruralgemeinde Reitzenstein zugewiesen. Im Zuge der Gebietsreform in Bayern wurde Wolfstein am 1. Mai 1978 nach Issigau eingemeindet.

### Einwohnerentwicklung
| Jahr      | 1861  | 1871   | 1885   | 1900   | 1925   | 1950   | 1961   | 1970   | 1987  |
| Einwohner | 13    | 10     | 17     | 31     | 19     | 20     | 5      | 7      | 10    |
| Häuser    |       |        | 2      | 3      | 3      | 3      | 1      |        | 3     |
| Quelle    | [ 9 ] | [ 10 ] | [ 11 ] | [ 12 ] | [ 13 ] | [ 14 ] | [ 15 ] | [ 16 ] | [ 1 ] |

## Religion
Wolfstein ist evangelisch-lutherisch geprägt und bis heute nach St. Simon und Judas (Issigau) gepfarrt.